# 四萼狸藻節
四萼狸藻節（學名：Utricularia sect. Polypompholyx）是狸藻屬下的一節。其曾被處理為狸藻科下的一屬，而彼得·泰勒在1989年的狸藻属分类学专著《狸藻属——分类学专著》中将其降为组。